# Modborger
En modborger er en person, der ikke indordner sig under den bestående samfundsorden, og som eventuelt aktivt modarbejder samfundet. Ordet har været kendt siden 1968 og er dannet i analogi med medborger.
En modborger er ligesom en medborger et relationelt begreb. Det vil sige, at det tager udgangspunkt i et individs selvopfattelse og i omgivelsernes syn. Modborgerskab kan opstå af forskellige årsager som manglende uddannelse, negative forventninger til samfundet, social udsathed, stigmatisering på grund af hudfarve, alder, køn, religion eller bopæl og ikke mindst manglende anerkendelse fra omgivelserne, som gør, at de pågældende ikke føler sig anerkendte som ligeværdige medborgere.
Modborgere afviser de spilleregler, som af samfundets flertal opfattes som gældende, og kan udvikle en modkultur. Disse kan være mere eller mindre radikale. Blandt de mere ekstreme eksempler er en afstandtagen til demokratiet og en legitimering af voldsanvendelse. I yderste konsekvens kan sådanne modkulturer blive ekstremistiske og præget af konspirationsteorier, fjendebilleder og intolerance overfor andre holdninger.

## Eksempler
Den danske sociolog Aydin Soei har beskæftiget sig indgående med fænomenet modborgerskab. Han har anført, at fænomenet ikke er nyt. Igennem 1900-tallet har således en del af arbejderklassen været modborgere. Hells Angels og andre motorcykelbander er eksempler på modborgere. I 2000-tallet er nogle muslimske efterkommere, der er vokset op som et mindretal i Europa, begyndt at organisere sig i bander med inspiration fra de eksisterende rockergrupper. Soei har beskrevet, hvordan mandlige efterkommere, der har oplevet nederlag i skolen, har vanskeligheder med at finde lærepladser, arbejde og kærester og har mange oplevelser af diskrimination, vender samfundet ryggen og tiltrækkes af fællesskaber med andre, maskuline værdier som fysisk styrke og voldsparathed. En del af disse grupper af modborgere har idealiseret og er inspireret af de sorte amerikanske modborgeres ghettokultur og kriminalitet.